# Union Bank Plaza
O Union Bank Plaza é um arranha-céu de escritório de 40 andares de157 m (515 ft) de altura, localizado no centro de Los Angeles, Califórnia. A construção do prédio começou em 1965 e foi concluída em 1968. Atualmente, é o 22º prédio mais alto de Los Angeles. Foi o primeiro arranha-céu a ser construído como parte do Projeto Bunker Hill Redevelopment. Foi construído no estilo internacional, uma forma popular de projetar edifícios no momento. O prédio usa unidades de indução para HVAC.